# Real Academia de la Historia
La Real Academia de la Historia è un'istituzione della Spagna incaricata di studiare la storia spagnola "antica e moderna, politica, civile, religiosa, militare, delle scienze, lettere e arti, ovvero dei diversi rami della vita, civiltà e cultura dei popoli spagnoli".
Fu fondata il 18 aprile 1738 su iniziativa di re Filippo V e ha sede a Madrid presso la Casa del Nuevo Rezado.

## Storia

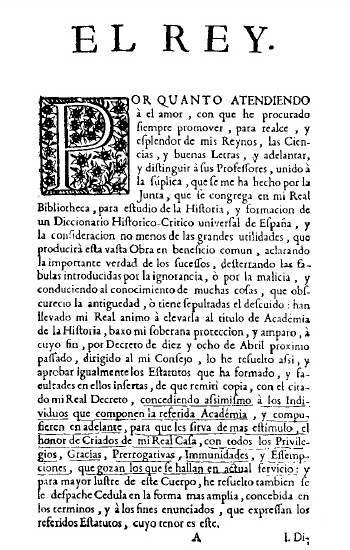
Real Cédula del 17 giugno 1738, con la quale si approvarono i primi statuti della Real Academia de la Historia

Le origini della Real Academia de la Historia si ritrovano nelle riunioni (tertulias) tenute da vari eruditi, a partire dal 1735, nel domicilio di Julián de Hermosilla y Benito, avvocato, uomo politico ed erudito, per trattare argomenti di storia.
Successivamente, le sue riunioni si trasferirono nei saloni dell'appena fondata Reale Biblioteca, e domandarono la protezione del re Filippo V, che la concesse creando ufficialmente la Real Academia de la Historia mediante Regio Decreto il 18 aprile 1738, e approvando i suoi statuti mediante Regio Certificato il 17 giugno dello stesso anno, nel quale si stabiliva che lo scopo dell'Accademia era quello di chiarire "l'importante verità degli eventi, allontanando le favole introdotte dall'ignoranza o dalla malizia, conducendo alla conoscenza di molte cose che l'antichità oscurò o che la negligenza tiene sepolte".
Nel 1785, Carlo III ordinò il suo trasferimento alla Casa de la Panadería, nella Plaza Mayor di Madrid, dove già era ubicata la biblioteca della Real Academia de la Historia a partire dal 1775.
Nel 1836, il governo di Mendizábal concesse all'Accademia un gran numero di codici, documenti e libri, così come il casermone chiamato "Nuevo Rezado" nella madrilena calle del León, numero 21, che era appartenuto ai monaci dell'Ordine di San Gerolamo del Escorial fino allo svincolo (desamortización) dei beni degli ordini religiosi, dove si trasferì ufficialmente per Regia Ordinanza del 23 luglio 1837, anche se nella pratica non vi si sarebbe stabilita fino al 1874.
A partire dal 1º gennaio 1938, data della sua creazione, fa parte dell'Instituto de España.
Il 21 luglio 1999 la Real Academia de la Historia ha firmato una convenzione con il Ministero dell'Educazione, della Cultura e dello Sport con lo scopo di sviluppare in un arco di otto anni il Dizionario biografico spagnolo (Diccionario Biográfico Español). L'opera a stampa è stata completata nel 2013 e si compone di 50 volumi con 45.000 pagine e 40.000 biografie di personaggi illustri della storia di Spagna. L'edizione online è disponibile dal 2018.

## Sede

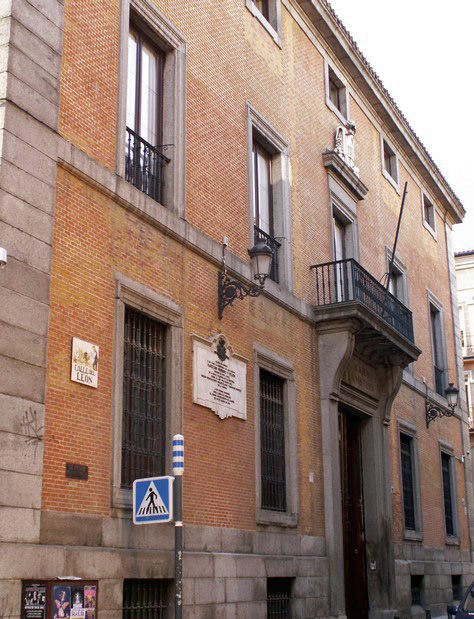
Sede della Real Academia de la Historia

La sede attuale della Real Academia de la Historia fu progettata da Juan de Villanueva, con lo scopo di ospitare i libri di preghiere (libros de rezos) (da qui il nome del casermone di "Nuevo Rezado") dei monaci dell'Ordine di San Gerolamo del monastero del Escorial, motivo per il quale troviamo una graticola, símbolo del martirio di San Lorenzo, nella facciata dell'edificio. Le opere di edificazione iniziarono nel 1788, adottando uno stile austero nell'ornamentazione, ma facendo uso di grandi proporzioni e materiali preziosi. Le cronache dell'epoca raccontano l'ammirazione della gente, quando vide entrare attraverso Madrid i carretti che portavano gli stipiti e l'architrave della porta trainati da ventotto coppie di buoi.
Nel 1836, l'edificio fu svincolato dal governo di Mendizábal e assegnato alla Real Academia de la Historia.
Tra il 1871 ed il 1874, si eseguirono opere di ristrutturazione, a cura dell'architetto Eduardo Saavedra, e nel 1945 fu dichiarato Monumento Nazionale.
Al casermone del Nuevo Rezado furono annessi nel 1971 il palazzo del Marchese di Molins e una piccola casa della calle de las Huertas, completando così tutto l'isolato tra le vie León, Huertas, Amor de Dios e Santa María.

## Organizzazione
La Real Academia de la Historia è governata della Junta de Gobierno (Assemblea di governo), che si riunisce tutti i venerdì non festivi alle diciannove ed è formata da:
- Il director (direttore), eletto ogni tre anni con votazione segreta dai Numerari presenti nell'ultima assemblea dell'anno, nomina gli interinali quando si determinano posti vacanti.
- Il secretario (segretario), eletto a vita in una terna di candidati, è il capo amministrativo dell'Accademia e l'esecutore degli accordi.
- Il censor (revisore), eletto ogni tre anni in una terna di candidati, vigila sull'esatta esecuzione dello Statuto, del Regolamento e degli accordi.
- Il tesorero (tesoriere), eletto annualmente in una terna di candidati, gestisce le entrate e le spese dell'Accademia.
- Il bibliotecario (bibliotecario), eletto a vita in una terna di candidati, è incaricato della raccolta dei libri dell'Accademia.
- L'anticuario (antiquario), eletto a vita in una terna di candidati, si occupa della conservazione e dello studio degli oggetti archeologici.
- L'académico adjunto a la Comisión de Gobierno y Hacienda (accademico associato alla Commissione per il governo ed il patrimonio).

Il lavoro dell'Accademia si organizza per mezzo di commissioni permanenti e speciali che vengono affidate ad uno o più dei suoi membri. Le commissioni di lavoro attualmente (2006) sono:
- Commissioni permanenti:
  - Comisión de Indias
  - Comisión de Historia Eclesiástica
  - Comisión de Antigüedades y Estudios Clásicos
  - Comisión de Cortes y Fueros
  - Comisión de Estudios Orientales y Medievales
  - Comisión de Gobierno y Hacienda
  - Comisión Dictaminadora de las Propuestas de Correspondientes
  - Comisión de Actividades y Publicaciones
  - Comisión de Heráldica
  - Comisión de Legislación histórica de España
  - Comisión Mixta de las Reales Academias de la Historia y de Bellas Artes de San Fernando
- Comisiones especiales para el Diccionario Biográfico Español:
  - Comisión de Ciencias Económicas, Sociales y Políticas
  - Comisión de Letras y Humanidades
  - Comisión de Arte y Música
  - Comisión de Historia Política y Administración
  - Comisión de Historia (varios) y Espectáculos
- Comisiones externas para el Diccionario Biográfico Español:
  - Comisión Española de Historia Militar
  - Comisión de Ciencias y Aplicaciones

## Membri
La Real Academia de la Historia è composta da 36 accademici numerari, da accademici corrispondenti assegnati a tutte le province della Spagna, ai paesi iberoamericani e agli altri paesi. La regina Sofia è accademica d'onore.

### Accademici numerari (per numero di medaglia)
1. Vicente Pérez Moreda
2. Hugo O'Donnell y Duque de Estrada
3. Vacante
4. Luis Suárez Fernández
5. Feliciano Barrios Pintado
6. Vacante
7. Josefina Gómez Mendoza
8. José Remesal Rodríguez
9. María del Pilar León-Castro Alonso
10. Vacante
11. Martín Almagro Gorbea
12. Vacante
13. Jaime de Salazar y Acha
14. Francisco Javier Puerto Sarmiento
15. Juan Pablo Fusi
16. Antonio Cañizares Llovera
17. Vacante
18. José Antonio Escudero López
19. Luis Ribot
20. Fernando Díaz Esteban
21. José Ángel Sesma Muñoz
22. Enriqueta Vila Vilar
23. Mª del Carmen Iglesias Cano
24. Fernando Marías Franco
25. Miguel Ángel Ladero Quesada
26. Serafín Fanjul García
27. Miguel Ángel Ochoa Brun
28. Luis Alberto de Cuenca y Prado
29. José Luis Sanz García
30. Carmen Sanz Ayán
31. Vacante
32. Carlos Martínez Shaw
33. María Jesús Viguera
34. Vacante
35. Xavier Gil Puyol
36. Luis Agustín García Moreno

### Accademici corrispondenti[2]
La categoria di accademico corrispondente fu creata il 23 marzo 1770 per gli storici meritevoli che risiedevano fuori dalla Corte o all'estero. Il 17 ottobre 1845 furono stabiliti accademici corrispondenti in ogni provincia spagnola. Altri accademici corrispondenti sono nominati in paesi esteri. Sono automaticamente accademici corrispondenti anche i membri di ogni Academia de la Historia dei paesi iberoamericani. La Real Academia de la Historia ha attualmente 370 académicos correspondientes.
Oggi gli accademici corrispondenti sono scelti quando soddisfano almeno uno dei seguenti criteri (in campo storico): 
- aver pubblicato un'opera di riconosciuto merito accademico;
- svolgere (o avere svolto) un insegnamento e una ricerca eccezionali di tipo scientifico;
- essere una personalità onorevole di una delle Accademie o Istituti con cui la Real Accademia è in corrispondenza;
- avere fornito all'Accademia un servizio considerato onorevole;
- appartenere a pieno titolo ad una delle Accademie di Storia dell'America Latina;
- essersi distinti per azioni volte a raccogliere, conservare e mettere a disposizione fonti di conoscenza di interesse.[4]

Gli accademici corrispondenti italiani nominati dal 1965 sono:
- Luigi Bulferetti (1965)
- Quintino Cataudella (1971)
- Francesco Maria de Robertis (1973)
- Beatrice Palumbo Caravaglios(1975)
- Jole Mazzoleni (1987)
- Agostino Borromeo (1988)
- Alejandro Recio Veganzones (1992)
- Mario D'Addio (1992)
- Raffaele Ajello (1992)
- Giovanni Pettinato (1995)
- Luís de Llera (1996)
- Daniele Capanelli (1997)
- Giuseppe Galasso (1999)
- Paola Massa Piergiovanni (2000)
- Enrico Aquaro (2001)
- Paolo Sommella (2002)
- Mario Mazza (2003)
- Eugenio La Rocca (2004)
- Renato Sebastiani (2010)
- Marco Buonocore (2010)
- Angelo Marasca (2011)
- Attilio Mastino (2011)
- Giovanni Muto (2011)
- Paolo Xella (2012)
- Davide Maffi (2012)
- Lina Scalisi (2013)
- Piero Bartoloni (2013)
- Raimondo Zucca (2013)
- Silvia Chiodi (2014)
- Massimo Livi Bacci (2015)
- Aurelio Musi (2015)
- Agostino Paravicini Baglioni (2016)
- Marcella Aglietti (2016)
- Sergio Sardone (2019)
- Francesco Benigno (2020)
- María Antonietta Visceglia (2020)